# Biserica Madona Dudu

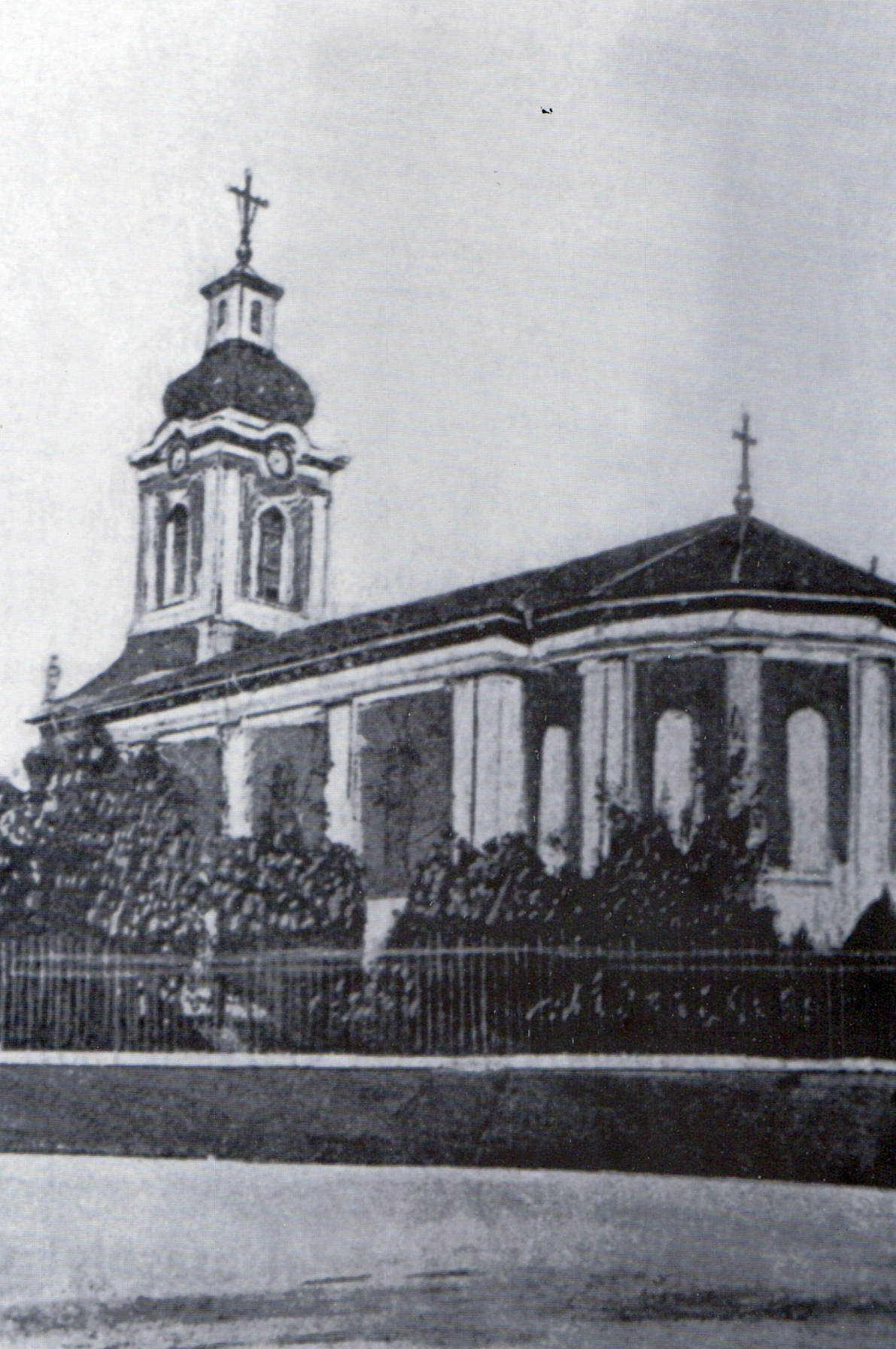
Biserica Madona Dudu înainte de a fi demolată

Biserica Madona Dudu este un monument istoric aflat pe teritoriul municipiului Craiova.
Prima atestare documentară apare în anul 1758, când pe locul vechii biserici din lemn, ce data din 1700, s-a construit o alta mai mare (între anii 1750-1756), zidită din piatră, de către marele clucer Constantin Fotescu și tăbăcarul Hagi Ion Gheorghe. A fost construită în stil brâncovenesc, cu abside pentru strane, având trei turle: una deasupra naosului și două deasupra pronaosului. În anii 1800-1801, întreaga Craiovă a fost incendiată de către turci, inclusiv biserica Madona Dudu. În pronaosul bisericii se afla mormântul poetului Vasile Cârlova. Biserica a fost refăcută în 1842. În 1841 Iordache Otetelișanu i-a încredințat lui Constantin Lecca comanda executării picturii de la biserica Madona Dudu. În vara acelui an, Lecca s-a dus personal la Viena pentru a cumpăra vopselele necesare. Pictura bisericii, terminată în 1844, a fost executată în ulei în stil occidental și a fost bine primită de contemporani. Constantin Lecca a fost primul pictor român care a executat pictură bisericească în stil occidental. După alte surse, pictura bisericii a fost lucrată de Gheorghe Tattarescu.
Această biserică a fost dărâmată în 1913. Construcția actuală a fost realizată după planurile arhitecților Ion Trăjănescu și Sterie Becu, fiind ridicată între 1929 și 1942.

## Ospiciul Madona-Dudu din Craiova
Din anul 1851 până în 1858, în chiliile ruinate ale bisericii Madona-Dudu din Craiova au început succesiv a se adăposti permanent trei-patru alienați mintal. În 1860, aceste chilii au fost demolate și lângă biserica Madona-Dudu au fost clădite două camere și o bucătărie pentru întreținerea permanentă a șase-opt bolnavi. Cu timpul numărul încăperilor s-a mai mărit, iar numărul paturilor a ajuns la 20. Până în anul 1865, în acest mic spital se primeau bolnavi de tot felul: pelagroși, epileptici, cazuri chirurgicale, alienați. Erau tratați cu precădere alienații despre care se credea că erau dominați de duhuri rele pe care numai preoții, prin rugăciuni inofensive sau chiar exorcizare, le puteau scoate. Din anul 1860, ospiciul a beneficiat de asistență medicală calificată. În perioada 1891-1922, ospiciul Madona-Dudu din Craiova a fost una dintre cele mai bine organizate instituții de asistență a alienaților din Vechiul Regat.
De-a lungul istoriei sale, biserica a servit drept adăpost bolnavilor mintal. Ei erau adăpostiți în curtea lăcașului de cult, fiind duși în biserică în fața icoanei Fecioarei Maria. Bolnavii agresivi erau legați de copaci sau ținuți într-un beci.